# Boquilla (viento-madera)

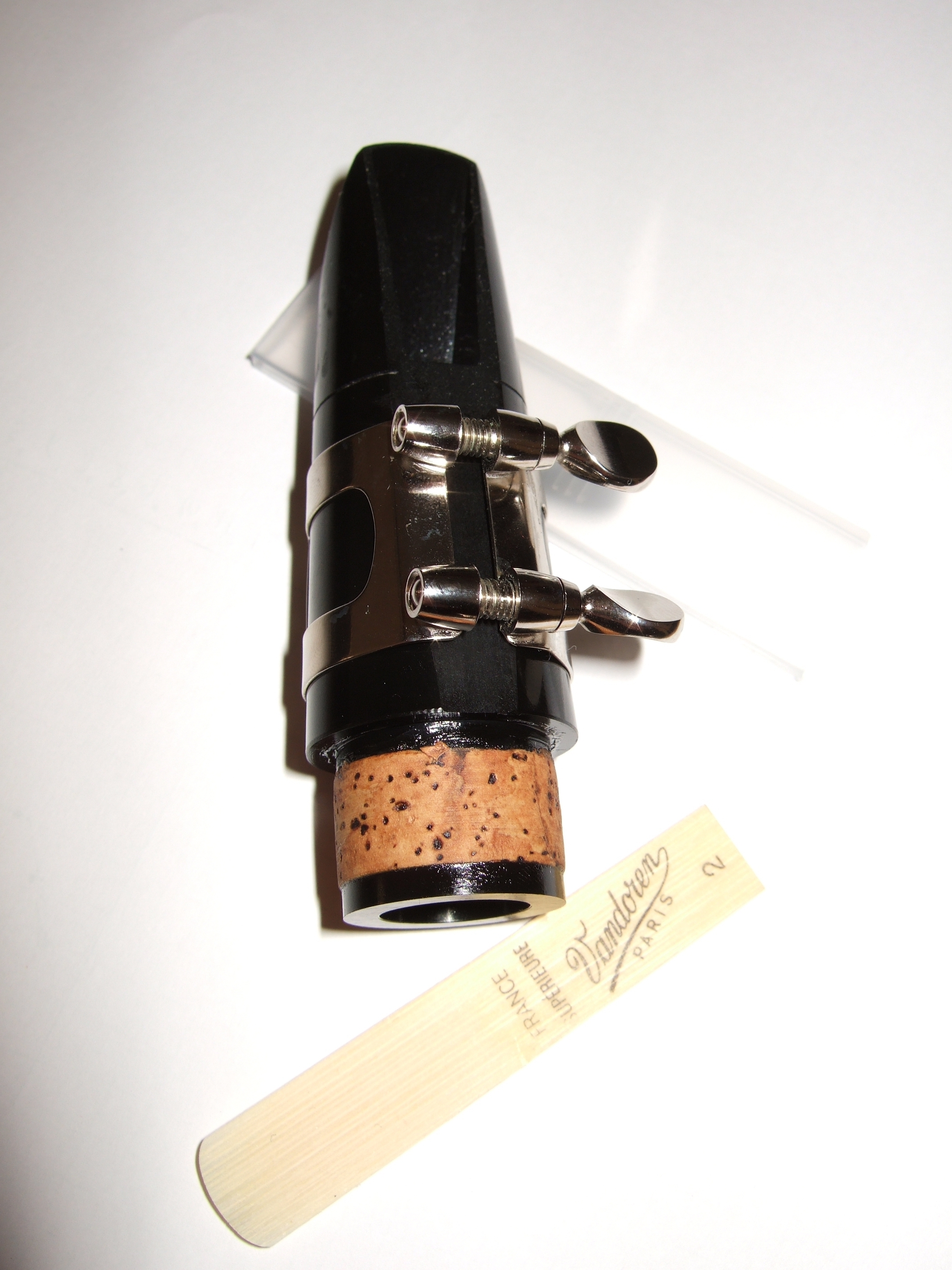
Boquilla y caña para clarinete.

La boquilla es una de las partes más importantes en un instrumento de viento. A través de esta pieza, el músico es capaz de generar sonido melódico por métodos humanos. Las boquillas usan vibración para generar sonidos.
Las boquillas de los instrumentos de la familia de viento-madera se introducen en la boca del intérprete y producen la vibración mediante el uso de cañas y en otros casos de cuerno o cualquier material suficientemente flexible, actualmente incluso se fabrican de materiales plásticos. Los instrumentos más representativos -a los que se denomina de viento madera- de este tipo de boquilla son: el saxo y el clarinete; el  oboe y fagot en lugar de una boquilla donde apoyar la caña, utilizan una caña doble, al igual que muchos instrumentos tradicionales como la dulzaina, el doudouk, la bombarda, etc. Otros tipos de instrumentos que utilizan caña son los que la llevan encapsulada en una cámara por la que entra el aire, es el caso de la gaita o los oboes tradicionales del Tíbet. Estas boquillas sólo producen un único sonido que se pueda aplicar en el instrumento.